# Offspace
Als Offspace oder Projektraum werden nichtkommerzielle, unabhängige Ausstellungsräume für junge, unetablierte zeitgenössische Kunst bezeichnet, die oft in Künstlerateliers, zwischengenutzten Räumen oder in Privatwohnungen geführt werden. Im Vergleich zu Galerien und Institutionen ist das Programm in Offspaces flexibler, kostengünstiger und subjektiver gestaltbar. Betreiber sind meist selbst Künstler, häufig auch Kunststudenten. Obwohl es sich hierbei um einen englischen Begriff handelt, wird Offspace vorwiegend im deutschen Sprachraum gebraucht; die eigentliche englische Entsprechung ist der „Artist-Run Space“ oder „Alternative Space“.

## Vorläufer
Vorläufer des Offspace liegen im 19. Jahrhundert, insbesondere in Frankreich: Mit der Selbstkonzeption der modernen Kunst als Avantgarde entsteht nicht nur das Bedürfnis und die Notwendigkeit, jenseits vorhandener Strukturen zu produzieren (Antiakademismus, Nazarener), sondern auch außerhalb der etablierten Institutionen (wie Salons oder große Kunstausstellungen) auszustellen (Secession). Wichtige Beispiele hierfür sind: Gustave Courbets 1855 mit hohem finanziellen Aufwand errichtetes temporäres Ausstellungsgebäude „Du Réalisme“, in dem er, nachdem seine Bilder von der Jury des offiziellen Salons abgelehnt wurden, in Eigenregie für kurze Zeit seine neue Kunstauffassung demonstrierte. Édouard Manet zeigte 1867 in einem ebenfalls eigens errichteten Pavillon fünfzig seiner Bilder, darunter sein Skandalbild „Olympia“. Es folgten 1863 der „Salon des Refusés“, 1884 die „Salons des Independants“, danach weitere Sezessionisten in ganz Europa, dann die Sezessionen der Sezessionen. Im heutigen Offspace hat sich der damals begründete manifestartige Behauptungsmodus und auch der Pionier-Gedanke zumindest in Teilen konserviert.

## Alternative zur etablierten Kunstszene
Die Ablehnung durch die etablierte Kunstszene gehört zur Vorstellung der Moderne als Avantgarde ebenso wie deren Forderung, die Kunst im Leben aufgehen zu lassen. Hieraus resultierten die aufsehenerregenden Ausstellungen der Suprematisten, Futuristen und Dadaisten, die oft außerhalb des etablierten Kunstbetriebes stattfanden. Das Museum hingegen wurde – besonders von den Futuristen – als Totenkammer der Kunst vehement abgelehnt. Die Neo-Avantgarden der 1960er-Jahre vertraten später den daraus abgeleiteten Anspruch, ebenfalls außerhalb der etablierten Institutionen und jenseits des bürgerlichen Kunstgeschmacks mit provokanten Positionen künstlerische und gesellschaftliche Konventionen in Frage zu stellen (in München z. B. Aktionsraum 1 in der Waltherstraße, 1969). Hier deutet sich bereits die Konzeption des Offspaces als Gegenmodell zum White Cube an. Während der White Cube den cleanen Museumsraum repräsentiert und die Kunst als autonome Größe inszeniert, ist der Offspace oft „dreckig“ und mit anderen Bedeutungsebenen überlagert. Die dort ausgestellte Kunst erfährt damit eine stärkere Kontextualisierung.
Auch über die bewusste Annäherung an lokale Subkulturen (Kippenberger, SO 36, 1978/79) findet ein Aufbrechen gewohnter Ausstellungskontexte statt. Eine erneute Aktualisierung erfuhr der unkonventionell gewählte Ausstellungsort dann in den frühen 1990er-Jahren mit Hans Ulrich Obrists Küchen- und Hotelausstellungen, als das Kunst/Leben-Konzept der historischen Avantgarden im neuen Gewand der „Ortsspezifität“ eine neuerliche Blüte erfuhr.
Trotz ihrer Bottom-Up-Struktur sind Projekträume mitunter von einer gewissen Hermetik gekennzeichnet. Abgrenzung und Distinktion spielten beispielsweise bei der Okkupation des „Raum 19“ der Düsseldorfer Akademie durch Imi Knoebel, Imi Giese und Blinky Palermo 1966–1969 eine ausschlaggebende Rolle. Hier diente der alternative Ausstellungsraum der Selbstinszenierung und -positionierung der Künstler. Offspaces kommt außerdem eine wichtige identifikatorische Funktion im Sinne der Teilhabe an aktuellen Entwicklungen zu.
Seit 2000 orientieren sich auch Institutionen und Galerien am role model „Offspace“, indem sie sich zunehmend jugendlicher, unetablierter und unkonventioneller geben. Auch die ökonomische Effizienz des Projektraumes könnte in Zeiten der Finanzkrise vorbildhaft sein. Trotz der hierdurch erschwerten Grenzziehung zwischen Offspace, Galerie und Institution bleibt der Projektraum aufgrund seines selbstdefinierten Handlungsfeldes innerhalb des Kunstbetriebes ein Ort relativer Unabhängigkeit und selbstbestimmter künstlerischer Aktivität.